# 満天のゴール
『満天のゴール』（まんてんのゴール）は、藤岡陽子による日本の小説。
夫に棄てられ故郷に戻り、看護師として働き始める女性と彼女の息子、父親の入院をきっかけに出会う、訳ワケありの医師、生きる気力を失い、ただ死を待つ高齢女性の4人が、地元の年寄りたちの「人生のゴール」に僻地医療・訪問診療を通して向き合い、互いの心に抱えた「傷」を乗り越えようとする物語。
2018年にNHK-FMの「FMシアター」枠でオーディオドラマ化された。
2023年にNHK BS4Kにてテレビドラマ化された。

## 登場人物
川岸奈緒
夫に捨てられ、息子と故郷の丹後地方に逃げ帰り、看護師として働き始める33歳のシングルマザー。
川岸涼介
奈緒の息子。10歳。
三上高志
海生病院で地域医療に奮闘する医師。35歳。
早川順子
奈緒の集落の隣人で、人生をあきらめ、半ば死んだように生きる高齢女性。72歳。

## 書誌情報
- 藤岡陽子『満天のゴール』
  - 2017年10月26日発売、小学館（単行本）、ISBN 978-4-09-386480-0
  - 2023年3月7日発売、小学館文庫、ISBN 978-4-09-407234-1

## オーディオドラマ
NHK-FMの「FMシアター」枠で2018年2月17日〜2月24日（前後編）の22時-22時50分にオーディオドラマ化された。

### キャスト（オーディオドラマ）
- 川岸奈緒（看護師・35歳のシングルマザー）- 内山理名[2]
- 三上高志（過疎地の医療に向き合う33歳の医師）- 忍成修吾[2]
- 川岸涼介 - 藤原寛輔[2]
- 早川順子 - 根岸季衣[2]
- 西尾まり[2]
- 中村まこと[2]
- 伊達暁[2]
- 町田マリー[2]
- 千葉雅子[2]
- 川岸耕平 - 野村昇史[2]
- 田中風花[2]
- 徳さん - 三田村周三[2]

### スタッフ（オーディオドラマ）
- 原作 - 藤岡陽子[2]
- 脚色 - 井出真理[2]
- 音楽 - 和田貴史[2]
- 演出 - 吉田浩樹[2]
- 技術 - 加村武[2]
- 音響効果 - 巽浩悦[2]

## テレビドラマ
2023年3月25日にNHK BS4Kで放送された。主演は桜井ユキ。
再編集版として2023年9月19日に「前編」、9月26日に「後編」をNHK総合『ドラマ10』枠にて放送された。

### キャスト（テレビドラマ）

#### 主要人物
川岸奈緒
演 - 桜井ユキ
夫に捨てられ、息子と故郷の丹後地方に逃げ帰り、看護師として働き始めるシングルマザー。
川岸涼介
演 - 森優理斗
奈緒の息子。
三上高志
演 - 加藤シゲアキ
奈緒の地元で地域医療に奮闘する医師。
早川順子
演 - 風吹ジュン
奈緒の地元の隣人。元看護師の高齢女性。
鴨井徳仁
演 - 柄本明
奈緒の地元の年寄り。「トクじい」。
水野かおり
演 - 土村芳

川岸真一
演 - 迫田孝也

木田冴子
演 - 佐藤仁美

水野健一郎
演 - 吉田ウーロン太

鴨居万里子
演 - 中田クルミ

篠田響子
演 - 中村静香

内田寛之
演 - 猪塚健太

上松高志
演 - 村上秋峨

水野健太
演 - 藤井健

香山社長
演 - 高木ブー

塚田教頭
演 - ベンガル

バスの運転手
演 - 温水洋一

斎藤保
演 - 小松利昌

上松快二
演 - 増田修一朗

斎藤弥生
演 - 佐々木春香

友阪鈴乃
演 - 小川李奈

上松文
演 - 泉晶子

担任の先生
演 - 石川萌香

落語家
演 - 三遊亭遊史郎

### スタッフ（テレビドラマ）
- 原作 - 藤岡陽子『満天のゴール』
- 脚本 - 水橋文美江[3]
- 音楽 - 平井真美子[3]
- 制作統括 -  黒沢淳（テレパック）[3]、田中健二（NHK EP）[3]、菓子浩（NHK）[3]
- 演出 - 金澤友也（テレパック）

| NHK総合 ドラマ10                               | NHK総合 ドラマ10                         | NHK総合 ドラマ10                          |
| 前番組                                         | 番組名                                   | 次番組                                    |
| ---------------------------------------------- | ---------------------------------------- | ----------------------------------------- |
| しずかちゃんとパパ （2023年7月25日 - 9月12日） | 満天のゴール （2023年9月19日 - 9月26日） | 大奥 Season2 （2023年10月3日 - 12月12日） |